# Élections législatives de 1988 à Saint-Pierre-et-Miquelon
Les élections législatives françaises de 1988 se déroulent les 5 et 12 juin. Dans le territoire de Saint-Pierre-et-Miquelon, un député est à élire dans le cadre d'une circonscription.

## Élus
| Circonscription        | Député sortant | Parti | Parti     | Député élu ou réélu | Parti | Parti     |
| ---------------------- | -------------- | ----- | --------- | ------------------- | ----- | --------- |
| Circonscription unique | Gérard Grignon |       | UDF (CDS) | Gérard Grignon      |       | UDF (CDS) |

## Positionnement des partis
L'UDF et le RPR se présentent unis sous l'étiquette « Union du Rassemblement et du Centre ».

## Résultats

### Résultats à l'échelle de la collectivité
|                | Union pour la démocratie française  | 2 241 | 90,33  | 1 |  |  |
|                | Divers droite                       | 240   | 9,67   | 0 |  |  |
|                | Union du Rassemblement et du Centre | 3 379 | 100,00 | 1 |  |  |
|                |                                     |       |        |   |  |  |
| Inscrits       | Inscrits                            | 4 431 | 100,00 | 1 |  |  |
| Abstentions    | Abstentions                         | 1 689 | 38,12  |   |  |  |
| Votants        | Votants                             | 2 742 | 61,88  |   |  |  |
| Blancs et nuls | Blancs et nuls                      | 261   | 9,52   |   |  |  |
| Exprimés       | Exprimés                            | 2 481 | 90,48  |   |  |  |

### Résultats par circonscription
|                | Gérard Grignon sortant réélu | UDF (CDS)      | 2 241 | 90,33  |  |  |  |
|                | Pierre Paturel               | Divers droite  | 239   | 9,63   |  |  |  |
|                | Jean-Pierre Bansard          | Divers droite  | 1     | 0,04   |  |  |  |
|                |                              |                |       |        |  |  |  |
| Inscrits       | Inscrits                     | Inscrits       | 4 431 | 100,00 |  |  |  |
| Abstentions    | Abstentions                  | Abstentions    | 1 689 | 38,12  |  |  |  |
| Votants        | Votants                      | Votants        | 2 742 | 61,88  |  |  |  |
| Blancs et nuls | Blancs et nuls               | Blancs et nuls | 261   | 9,52   |  |  |  |
| Exprimés       | Exprimés                     | Exprimés       | 2 481 | 90,48  |  |  |  |